# 오피스텔

오피스텔의 문

오피스텔(한국어식 영어: officetel)은 사무실과 호텔을 합친 형태로 일을 할 수 있게 만든 건축물이다. 이 용어는 대한민국에서 오피스(영어: office)와 호텔(영어: hotel)을 합쳐 만든 한국어식 영어이다.

## 역사
최초의 오피스텔은  서울 마포구에서 한국개발공사가 1985년에 만들었고 그 후, 수요가 증가하므로 건설 회사와 주택 협력이 건물 오피스텔의 증가 추세에 참여했다.

## 특징
오피스텔의 크기는 일반적으로 50~100제곱미터다. 대부분의 오피스텔 주거 공간이 있는 스튜디오 아파트 욕실, 부엌, 침대 영역으로, 기본 가구는 일반적으로 오피스텔 임대에 포함되어 있다.

## 법률상 정의
대한민국에서 법령에 따른 오피스텔은 건축법상 업무시설인 동시에 주택법상 준주택에 해당한다.
- 주택법 제2조 제4호는 주택 외의 건축물과 그 부속토지로서 주거시설로 이용가능한 시설을 '준주택'이라 하며, 이에 해당하는 하나의 종류로서 주택법 시행령 제4조 제4호는 건축법 시행령 제3조의5 별표1의 제14호 나목 2)에 따른 오피스텔을 들고 있다.[1]
- 건축법 제2조 제2항 제14호, 건축법 시행령 제3조의5 별표1의 제14호 나목 2)에 따른 오피스텔이란 업무를 주로 하며, 분양하거나 임대하는 구획 중 일부의 구획에서 숙식을 할 수 있도록 한 건축물로서 국토교통부장관이 고시하는 기준에 적합한 것을 말한다.[2]
  - 이때에 국토교통부장관이 고시하는 기준이란 국토교통부 고시 '오피스텔 건축기준'을 말한다. '오피스텔 건축기준' 제2조에 따른 건축기준의 개요는 아래와 같다.[3]

1. 각 사무구획별 노대(발코니)를 설치하지 아니할 것
2. 다른 용도와 복합으로 건축하는 경우(지상층 연면적 3천제곱미터 이하인 건축물은 제외한다)에는 오피스텔의 전용출입구를 별도로 설치할 것. 다만, 단독주택 및 공동주택을 복합으로 건축하는 경우에는 건축주가 주거기능 등을 고려하여 전용출입구를 설치하지 아니할 수 있다.
3. 사무구획별 전용면적이 120제곱미터를 초과하는 경우 온돌ㆍ온수온돌 또는 전열기 등을 사용한 바닥난방을 설치하지 아니할 것
4. 전용면적의 산정방법은 건축물의 외벽의 내부선을 기준으로 산정한 면적으로 하고, 2세대 이상이 공동으로 사용하는 부분으로서 다음 각목의 어느 하나에 해당하는 공용면적을 제외하며, 바닥면적에서 전용면적을 제외하고 남는 외벽면적은 공용면적에 가산한다.
  1. 복도ㆍ계단ㆍ현관 등 오피스텔의 지상층에 있는 공용면적
  2. 가목의 공용면적을 제외한 지하층ㆍ관리사무소 등 그 밖의 공용면적

## 같이 보기
- 아파텔
- 공동 주택
- 원룸 주택